# Ida Marcussen
Ida Marcussen (née le 1er novembre 1987 à Kristiansand) est une athlète norvégienne spécialiste de l’heptathlon.

## Biographie
En 2006, Ida Marcussen devient vice-championne du monde junior de l'heptathlon avec 6 020 points, derrière la Russe Tatyana Chernova (6 227 points).

## Palmarès
| Date | Compétition                    | Lieu     | Résultat | Épreuve    | Points |
| ---- | ------------------------------ | -------- | -------- | ---------- | ------ |
| 2006 | Championnats du monde juniors  | Pékin    | 2e       | Heptathlon | 6 020  |
| 2007 | Championnats d'Europe espoirs  | Debrecen | 8e       | Heptathlon | 5 961  |
| 2007 | Championnats du monde          | Osaka    | 11e      | Heptathlon | 6 226  |
| 2008 | Jeux olympiques                | Pékin    | 21e      | Heptathlon | 6 015  |
| 2009 | Championnats d'Europe espoirs  | Kaunas   | 7e       | Heptathlon | 5 882  |
| 2011 | Championnats d'Europe en salle | Paris    | 11e      | Pentathlon | 4 283  |
| 2011 | Championnats du monde          | Daegu    | 18e      | Heptathlon |        |
| 2012 | Championnats d'Europe          | Helsinki | 8e       | Heptathlon | 6 073  |
| 2012 | Jeux olympiques                | Londres  | 28e      | Heptathlon | 5 846  |
| 2013 | Universiade                    | Kazan    | 6e       | Heptathlon | 6 066  |
| 2013 | Championnats du monde          | Moscou   | 18e      | Heptathlon | 5 996  |
| 2014 | Championnats d'Europe          | Zurich   | 18e      | Heptathlon | 5 965  |
| 2015 | Universiade                    | Gwangju  | 2e       | Heptathlon | 5 865  |
| 2015 | Championnats du monde          | Pékin    | 25e      | Heptathlon | 5 684  |

## Records
| Épreuve    | Performance | Lieu  | Date         |
| ---------- | ----------- | ----- | ------------ |
| Heptathlon | 6 226 pts   | Osaka | 26 août 2007 |

| Épreuve    | Performance | Lieu     | Date         |
| ---------- | ----------- | -------- | ------------ |
| Pentathlon | 4 316 pts   | Göteborg | 11 mars 2012 |